# Osterbinde

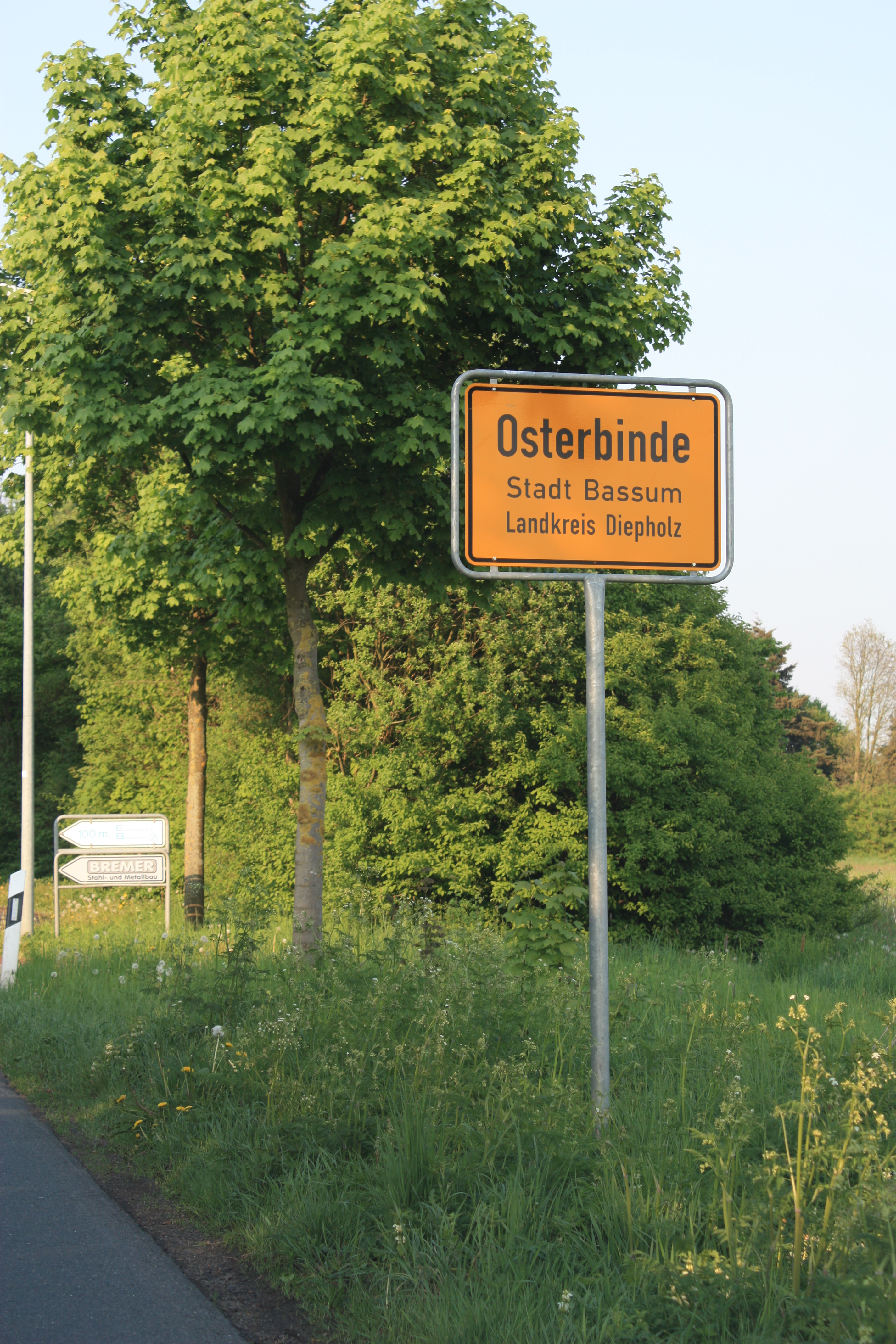
Ortseingangsschild Osterbinde

Osterbinde ist ein Ortsteil der Stadt Bassum im niedersächsischen Landkreis Diepholz. In dem Dorf leben etwa 720 Einwohner.

## Geografie

### Lage
Osterbinde liegt im mittleren Bereich der Stadt Bassum, drei Kilometer östlich vom Kernort Bassum entfernt. Die Ortschaft Osterbinde besteht nur aus Osterbinde.

### Nachbarorte
Osterbinde ist ganz von Bassumer Ortschaften umgeben. Nachbarorte sind – von Norden aus im Uhrzeigersinn – Bramstedt, Eschenhausen und Bassum (Zentrum).

## Geschichte
Seit der Gebietsreform, die am 1. März 1974 in Kraft trat, ist die vorher selbstständige Gemeinde Osterbinde eine von 16 Ortschaften der Stadt Bassum.

## Politik
| Ortschaft Osterbinde (seit 1974) | Ortschaft Osterbinde (seit 1974) | Ortschaft Osterbinde (seit 1974) | Ortschaft Osterbinde (seit 1974) |
| Amtszeit                         | Amtszeit                         | Name                             | Partei                           |
| -------------------------------- | -------------------------------- | -------------------------------- | -------------------------------- |
| 19. September 1974               | 31. Oktober 1981                 | Fritz Kuhlmann                   | CDU                              |
| 4. November 1981                 | 14. November 2001                | Gerd Gohlke                      | SPD, später CDU                  |
| 15. November 2001                | 24. September 2012               | Carsten Fiebig                   | SPD                              |
| 24. September 2012               | 27. August 2017                  | Erich Zoellner                   | SPD                              |
| 12. September 2017               | heute                            | Helma Schöpe                     | SPD                              |

## Straßen
Osterbinde liegt direkt (westlich) an der Bundesstraße 51,
die von Bassum (Kernort) über Twistringen, Barnstorf und Diepholz nach Osnabrück führt. Bei Osterbinde ist es die Ostumgehung von Bassum.
Ansonsten liegt Osterbinde fernab des großen Verkehrs:
- Die Bundesautobahn 1 verläuft 17 km entfernt nordwestlich.
- Die von Bassum (Kernort) über Sulingen und Uchte nach Minden führende Bundesstraße 61 verläuft südlich, zwei Kilometer entfernt.
- Die Bundesstraße 6 von Bremen über Nienburg nach Hannover verläuft östlich in neun Kilometer Entfernung.

In Osterbinde gibt es – im Gegensatz zu einigen kleineren Ortsteilen von Bassum – Straßenbezeichnungen und nicht nur Hausnummern, so dass sich Einwohner, Postboten, Lieferanten und Besucher gut orientieren können.